# Eugenio Montero Ríos
Eugenio Montero Ríos (Santiago de Compostela, 13 de novembro de 1832 — Madrid, 12 de maio de 1914) foi um jurista e político espanhol. Foi presidente do Tribunal Supremo,do Senado espanhhol e do Conselho de Ministros, (atual presidente do governo de Espanha) no ano de 1905..

## Biografia
Iniciou os estudos no seminário de Santiago , abandonando-os por falta de vocação. Estudou Direito na Universidade de Santiago de Compostela e foi professor de Direito Canônico (disciplina eclesiástica) na Universidade de Oviedo (1859), transferindo-se para a Universidade de Santiago de Compostela em 1860 e em 1864 para a Universidade Central de Madrid . Fundou o jornal de ideias avançadas, La Opinión Pública , porta-voz de Antonio Romero Ortiz , um dos participantes do levante do Comandante Solís de 1846 em Lugo.

### Família
Casou-se em 1862 com Avelina Villegas Rubiños em 1862. Deste casamento nasceram oito filhos. As filhas, exceto a primeira, que morreu jovem, casaram-se todas com deputados em Cortes. A mais jovem, María Victoria, com Manuel García Prieto, que começou como estagiário em seu escritório de advocacia, depois se tornou seu genro e deputado por Santiago por vinte anos, e com a morte de seu sogro, seu executor político à frente das hostes monteristas até chegar à liderança do Partido Liberal e à presidência do Governo. Dos filhos, os dois mais velhos faleceram prematuramente e os outros dois também foram deputados nas Cortes: Eugenio, por Muros e Santiago, e Avelino, por Mondoñedo e Lugo, além de terem ocupado importantes cargos políticos e administrativos.

### Mandato democrático de seis anos
Ele começou seu envolvimento na política dentro do Partido Progressista de Juan Prim . Após a Revolução de 1868, foi deputado nas Cortes constituintes de 1869 pelos progressistas pela província de Pontevedra , e participou do governo Prim em 1870 como Ministro da Graça e Justiça . Defensor da separação entre Igreja e Estado, introduziu como importantes novidades a lei do registro civil e do casamento civil (Lei Provisória do Casamento Civil ) .
Foi um dos maiores apoiantes de Amadeu I , com quem ocupou a mesma pasta por outras duas ocasiões, promovendo medidas legislativas tendentes a separar a Igreja do Estado. Acompanhou o rei a Lisboa em 1873, após a sua demissão.
Em 1873 participou na fundação do Partido Democrático Republicano de Cristino Martos e em 1877 na criação da Institución Libre de Enseñanza , da qual foi nomeado reitor em 1877.

### Restauração Bourbon
No início da Restauração Bourbon, oscilava entre o republicanismo (em 1880 ainda assinava um manifesto republicano) e o liberalismo . Mas incapaz de desenvolver um partido liberal que pudesse competir com Práxedes Mateo Sagasta , ele acabou se juntando à sua causa.
Foi Ministro do Desenvolvimento (atualmente Transportes) entre 27 de novembro de 1885 e 10 de outubro de 1886,  Ministro da Justiça entre 11 de dezembro de 1892 e 6 de julho de 1893. Presidente do Supremo Tribunal Federal (1888) e novamente Ministro da Justiça (1892). Foi presidente da delegação espanhola que negociou o Tratado de Paris , após a guerra com os Estados Unidos (1898) e que levou à perda das últimas colônias.
Após a morte de Sagasta em 1903, sucedeu-o provisoriamente e chefiou, junto com José Canalejas e Vega de Armijo , a fração mais esquerdista, oposta ao centrismo mais moderado de Segismundo Moret .

### Presidente do Conselho de Ministros
Foi presidente do Conselho de Ministros entre 23 de junho de 1905 e 1º de dezembro de 1905. Sua oposição ao monarca Afonso XIII por não querer punir os militares no incidente do semanário satírico ¡Cu-cut! motivou sua renúncia em 1º de dezembro de 1905 (Montero Ríos foi substituído por Moret, que se preparou para promulgar a Lei de Jurisdições).
Morreu em Madrid a 12 de maio de 1914. Em testamento renunciou às condecorações obtidas da Coroa.

## Ideologia

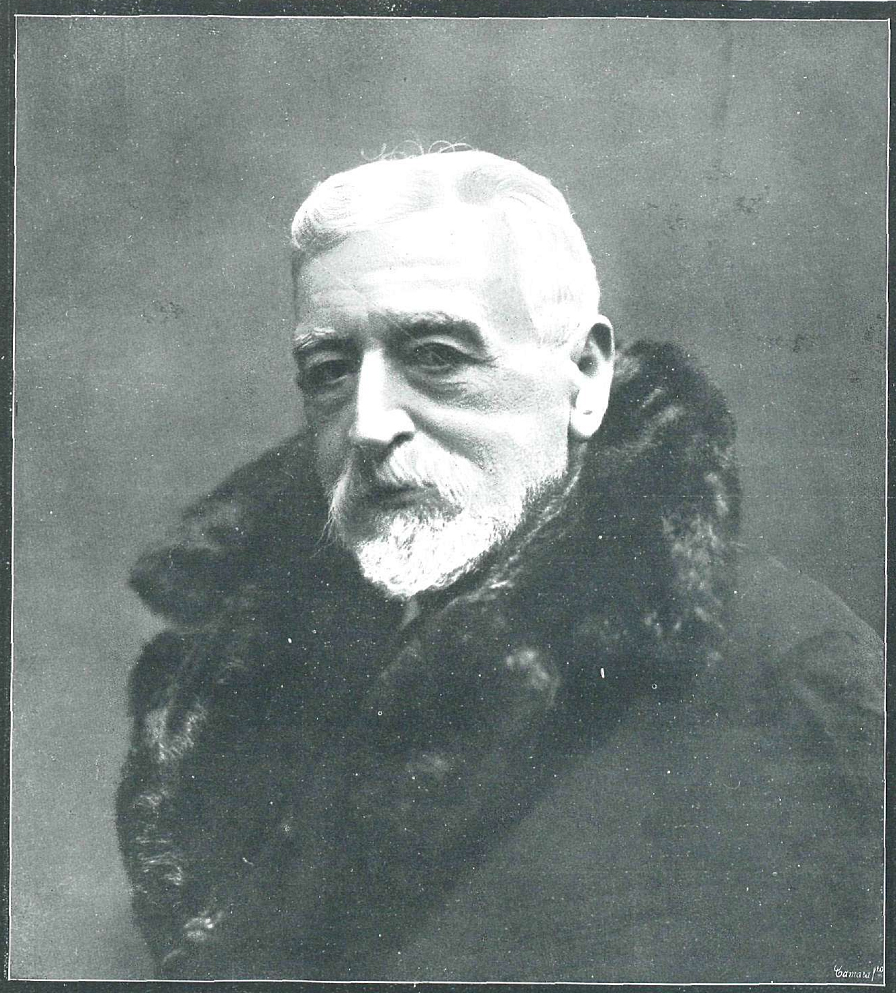
Montero Ríos, fotografado por Kaulak

Montero Ríos representa de alguma forma o quadro liberal do caciquismo político dominante na Galiza da Restauração. Ele era o chefe de uma grande família de sangue e política composta por seus genros ( Benito Calderón Ozores , Manuel García Prieto ) e filhos ( Eugenio e Andrés Avelino Montero Villegas ) com ramificações nas quatro províncias. Os interesses organizados em torno deste político cobriram  a maior parte da Galiza no início do século XX. Políticos, jornalistas e homens proeminentes da época foram em peregrinação à sua residência em Lourizán, província de Pontevedra, como se fosse uma meca política.

## Trabalho
Em Santiago de Compostela publicou Memória sobre a origem e relações da Economia Política (1855) com influências de La Sagra. De volta de Oviedo à sua cidade natal, escandalizou os setores moderados locais com o ultramontanismo e o cismontanismo na história e na ciência . Praticou desde a imprensa até a alta cultura acadêmica, passando pelo folclore mais popular .
Seu extenso trabalho jurídico e parlamentar foi de extraordinária riqueza. Membro da primeira Secção da Comissão Geral de Codificação , foi acadêmico da Real Academia de História e das Ciências Morais e Políticas . A Lei Orgânica do Judiciário se deve à sua iniciativa . Colaborou na Revista Geral de Legislação e Jurisprudência, com contribuições sobre administração da justiça e tribunais partidários.
O primeiro biógrafo importante foi seu genro Manuel García Prieto em um discurso proferido na Real Academia de Jurisprudência e Legislação em 1930. Juan del Arco também falou de sua vida e obra no volume X de Los presidentes del Consejo de la Monarquía Española (1874-1931) , publicado em 1947. O verbete bem completo na Gran Enciclopedia Gallega (1974) foi feito por José Antonio Durán , que também tratou do estadista e jurista em seu livro Crónicas-4 .

### Outros artigos
- Lista de presidentes do governo de Espanha
- Gran Vía de Montero Ríos